# WAVE!! ~서핑하자!!~
《WAVE!! ~서핑하자!!~》(일본어: WAVE!!〜サーフィンやっぺ!!〜)은 MAGES.에 의한 미디어 믹스 작품이다.

## 줄거리
바다 위에서는 자유로워질 수 있다고 한, 1년간 해안을 계속 씻는 큰 파도가 있는 이바라키현 오아라이정에 자란 주인공, 히나오카 마사키는 전학생이자 왕자인 것 같은 아키즈키 쇼를 만났다. 두 사람은 판자 하나를 사이에 두고 지구를 대치하는 서핑이라는 궁극적인 스포츠를 알게 됐다. 소년들은 파도타기의 매력에 홀려 끝없는 스토리가 막이 오른다.

## 등장인물
히나오카 마사키 (陽岡 マサキ)
성우 : 마에노 토모아키
아키츠키 쇼 (秋月 ショウ)
성우 : 오가사와라 진, 아오야마 레나 (유년 시절)
타나카 나루 (田中 ナル)
성우 : 나카지마 요시키
이와나 코스케 (厳名 コウスケ)
성우 : 사토 타쿠야, 니시카와 마이 (유년 시절)
마츠카제 유타 (松風 ユータ)
성우 : 시라이 유스케, 타메가이 하나 (유년 시절)
키도 나오야 (木戸 ナオヤ)
성우 : 토키 슌이치
후케 린도 (フケ 倫道)
성우 : 오카모토 노부히코
모리 윌리엄 소이치로 (森 ウィリアム 聡一郎)
성우 : 모리쿠보 쇼타로